# Ентоні Абрамс
Ентоні Джозеф Абрамс (англ. Anthony Joseph Abrams; нар. 26 січня 1979, Джорджтаун, Гаяна) — гаянський футболіст, нападник клубу «Фрута Конкерорс». Виступав за «Альфа Юнайтед», «Бейквелл Топп XX» та «Слінгерц» у чемпіонаті Гаяни; «Джо Паблік» та «Каледонія Юнайтед» у чемпіонаті Тринідада і Тобаго, а також за «Лео Віктор» у чемпіонаті Суринаму, де з 22-ма голами в сезоні 2008/09 років став найкращим бомбардиром. Його вважають одним із найкращих гравців в історії гаянського футболу, провів 62 матчі за національну збірну.

## Клубна кар'єра
У Суперлізі Гаяни 2001/02 дебютував у 22-річному віці за команду «Фрута Конкерорс». У 2003 році він перейшов до «Бейквелл Топп XX», за який грав до 2005 року. У 2006 році підписав контракт із представником чемпіонату Тринідаду і Тобаго «Джо Паблік», однак через відсутність ігрової практики повернувся до Гаяни, щоб грати за ФК «Альфа Юнайтед». У 2007 році повернувся до Тринідаду і Тобаго, де підписав контракт з «Каледонією Юнайтед», але того ж року знову повернувся до «Альфа Юнайтед». У 2008 році перейшов до «Лео Віктор» з чемпіонату Суринаму, де з 22-ма голами став найкращим бомбардиром ліги. Повернувшись до «Альфа Юнайтед», у 2011 році двічі зіграв у клубній Лізі чемпіонів КОНКАКАФ, відзначився одним голом, зіграв в обох матчах проти костариканського «Ередіано». У 2014 році перейшов до «Слінгерца».

## Кар'єра в збірній
У футболці національної збірної Гаяни дебютував 15 лютого 2004 року в товариському матчі проти Барбадоса. Першим голом за національну збірну відзначився 13 лютого 2005 року в нічийному (3:3) матчі проти вище вказаного суперника. Залишався одним з провідних гравців у кваліфікаційних турнірах до чемпіонату світу 2006, 2010 і 2014 роках, а також грав на Карибському кубку.

## Статистика виступів

### Голи за збірну
Рахунок та голи збірної Барбадосу вказано на першому місці.
| Голи | Дата            | Місце                                                                                      | Суперник                         | Рахунок | Результат | Змагання                                |
| ---- | --------------- | ------------------------------------------------------------------------------------------ | -------------------------------- | ------- | --------- | --------------------------------------- |
| 1.   | 24 лютого 2006  | MSC Ground, Лінден, Гаяна                                                                  | Антигуа і Барбуда                | 1–0     | 2–1       | Товариський матч                        |
| 2.   | 26 лютого 2006  | Провіденс, Джорджтаун, Гаяна                                                               | Антигуа і Барбуда                | 3–1     | 4–1       | Товариський матч                        |
| 3.   | 6 лютого 2006   | Ерджиліо Гато, Віллемстад, Нідерландські Антильські острови                                | Суринам                          | 2–0     | 5–0       | кваліфікація Карибського кубку 2007     |
| 4.   | 8 вересня 2006  | Ерджиліо Гато, Віллемстад, Нідерландські Антильські острови                                | Нідерландські Антильські острови | 4–0     | 5–0       | кваліфікація Карибського кубку 2007     |
| 5.   | 27 січня 2008   | Арно Вале, Кінгстаун, Сент-Вінсент і Гренадини                                             | Сент-Вінсент і Гренадини         | 1–0     | 2–2       | Товариський матч                        |
| 6.   | 22 лютого 2008  | MSC Ground, Лінден, Гаяна                                                                  | Куба                             | 1–0     | 2–1       | Товариський матч                        |
| 7.   | 15 жовтня 2010  | Андре Кампервен, Парамарибо, Суринам                                                       | Нідерландські Антильські острови | 2–2     | 3–2       | кваліфікація Карибського кубку 2010     |
| 8.   | 7 жовтня 2011   | Національний стадіон Барбадоса, Бриджтаун, Барбадос                                        | Барбадос                         | 1–0     | 2–0       | кваліфікація чемпіонату світу 2014 року |
| 9.   | 22 лютого 2012  | Національний стадіон Гренади, Сент-Джорджес, Гренада                                       | Гренада                          | 1–0     | 2–1       | Товариський матч                        |
| 10.  | 22 березня 2012 | Стад де Бадюель, Каєнна, Французька Гвіана                                                 | Французька Гвіана                | 2–0     | 2–0       | Товариський матч                        |
| 11.  | 2 травня 2012   | Стад д'Оннор де Діллон, Ламантен, Мартиніка                                                | Мартиніка                        | 1–2     | 2–2       | Товариський матч                        |
| 12.  | 4 червня 2016   | Адделіта Чанкрин Джуніор Гай Скул Граунд, Шарлотта-Амалія, Американські Віргінські Острови | Американські Віргінські Острови  | 5–0     | 7–0       | кваліфікація Карибського кубку 2017     |
| 13.  | 4 червня 2016   | Адделіта Чанкрин Джуніор Гай Скул Граунд, Шарлотта-Амалія, Американські Віргінські Острови | Американські Віргінські Острови  | 7–0     | 7–0       | кваліфікація Карибського кубку 2017     |

## Досягнення

### Клубні
«Альфа Юнайтед»
- Суперліги Гаяни
  -  Чемпіон (4): 2010, 2012, 2012/13, 2013/14

- Супекубок 8-ми Гаяни
  -  Володар (1): 2010

- Регіональний кубок Джорджтауна
  -  Володар (1): 2006

- Турнір NAMLICO на вибування
  -  Володар (1): 2010

- Кубок Kashif & Shanghai
  -  Фіналіст (1): 2009/10

- Клубний чемпіонат Карибського футбольного союзу
  -  Бронзовий призер (1): 2011

«Каледонія Юнайтед»
- Кубок Тринідада і Тобаго
  -  Фіналіст (1): 2007

«Слінгерц»
- Головний кубок Гаяни
  -  Володар (1): 2015

### Індивідуальні
- Найкращий бомбардир чемпіонату Суринаму (1): 2008/09

## Особисте життя
Батько трьох дітей: Алії Де Фрейтас, Алісії Абрамс і Ромаріо Абрамса.